# Furioso-Polka
Furioso-Polka op. 260 è una polka veloce di Johann Strauss (figlio).
Ad alcuni brani Strauss seppe dare i titoli più appropriati e questa polka, Furioso-Polka, è una fra questi.
Questo brano può permetterci di intuire come Strauss fosse, oltre che geniale compositore, una persona con del buon senso dell'umorismo.
La brillante orchestrazione di questo brano e il modo in cui riesce a scatenare, a tirare fuori tutta la potenza dell'orchestra e i ritmi incalzanti danno a questa polka un grande senso di vigore. 
Questo brano venne eseguito per la prima volta a Pavlovsk, nei pressi di San Pietroburgo, ad un concerto di beneficenza nel 1861.
Talmente tale è il vigore ritmico di questo brano che la sua classificazione corretta non è polka-schnell (polka veloce), bensì: Furioso-Polka, Quasi Galopp.